# Achocalla
Achocalla ist eine Kleinstadt im Departamento La Paz im südamerikanischen Anden-Staat Bolivien.

## Lage im Nahraum
Achocalla ist Zentrum des gleichnamigen Municipio Achocalla und liegt in der Provinz Murillo, zwanzig Kilometer südwestlich der Hauptstadt La Paz. Die Stadt liegt auf einer Höhe von 3762 m etwa auf gleicher Höhe wie das Zentrum von La Paz und rund 200 Meter unterhalb der Hochebene von El Alto.

## Geographie
Achocalla liegt am Ostrand des bolivianischen Altiplano und wird nach Osten hin von den Gipfeln der Cordillera Real überragt, die hier mit dem Illimani Höhen von fast 6500 Meter ansteigt. Das Klima der Region ist ein typisches Tageszeitenklima, bei dem die mittleren Temperaturschwankungen zwischen Tag und Nacht deutlicher ausfallen als im Ablauf der Jahreszeiten.
Die Jahresdurchschnittstemperatur von Achocalla beträgt 9,5 °C (siehe Klimadiagramm Achocalla), die Monatswerte schwanken zwischen 7 °C im Juli und 11 °C von November bis Februar. Der Jahresniederschlag liegt bei 600 mm, das Klima ist arid in den Wintermonaten von Mai bis August mit Monatswerten von weniger als 15 mm, während in den Sommermonaten von Dezember bis Februar zwischen 100 und 130 mm Niederschlag fällt.

## Verkehrsnetz
Achocalla liegt in einer Entfernung von zwanzig Straßenkilometern südlich von La Paz, der Hauptstadt des Departamentos, und ist auf zwei verschiedenen Straßenverbindungen mit der Hauptstadt verbunden.
Ein Zugang nach Achocalla führt über die Nationalstraße Ruta 2, die aus dem Talkessel von La Paz in westlicher Richtung auf die Hochfläche nach El Alto führt. Von dort folgt man der Ruta 1 sechs Kilometer nach Süden und verlässt dann den Altiplano wieder auf Serpentinen drei Kilometer talabwärts bis ins Zentrum von Achocalla.
Ein anderer Zugang führt von La Paz aus direkt nach Süden entlang dem Río de la Paz in Richtung auf den Vorort Mallasa und zweigt bei Mallasilla in westlicher Richtung nach Achocalla ab.

## Bevölkerung
Achocalla gehört zum direkten Einzugsbereich der Metropole La Paz und weist daher ein rasantes Bevölkerungswachstum auf, die Einwohnerzahl ist in den vergangenen beiden Jahrzehnten auf mehr als das Doppelte angestiegen. Zwischen 2001 und 2012 wurde Amachuma nach Achocalla eingemeindet.
| Jahr | Einwohner | Quelle       |
| ---- | --------- | ------------ |
| 1992 | ca. 5 600 | Volkszählung |
| 2001 | 10 369    | Volkszählung |
| 2012 | 18 442    | Volkszählung |
| 2024 |           | Volkszählung |